# Paul Staerkle
Paul Staerkle (* 26. März 1892 in Lichtensteig; † 19. Juni 1977 in St. Gallen) war ein Schweizer Archivar und Autor.

## Leben
Staerkle besuchte das Gymnasium der Stiftsschule Engelberg. Es folgte ein Studium der Theologie in Chur und Innsbruck. Die Priesterweihe empfing er 1918. Sein erster Einsatz als Geistlicher war als Vikar in der Stadt St. Gallen von 1918 bis 1928. Anschliessend wurde er Pfarrer in Montlingen im St. Galler Rheintal, bis er 1933 die Stellung als Archivar des Stiftsarchivs St. Gallen antrat. Parallel zur Arbeit setzte er sein Theologiestudium fort und promovierte 1939 in Fribourg. Er verfasste bedeutende Publikationen zur Verwaltungsgeschichte des Klosterstaats St. Gallen und zahlreiche lokalhistorische Beiträge. Auch bemühte er sich, geraubte Schriften zurückzuschaffen. So besuchte er zusammen mit dem St. Galler Landammann Müller die Hansestadt Bremen, um die Rückführung des im Dreißigjährigen Krieg geraubten Kulturguts zu erbitten. Dem Gesuch wurde entsprochen. Franz Perret wurde 1968 sein Nachfolger.

## Auswahl Veröffentlichungen
- Diepolt Huter, Pfarrer von Appenzell und Montlingen, ein Retter in stürmischen Tagen. Rheintalische Volkszeitung, 1931
- Beiträge zur spätmittelalterlichen Bildungsgeschichte St. Gallens. Fehr, St Gallen 1939
- Fidel von Thurn im Lichte seines Familienarchives 1629–1719. Fehr, St Gallen 1955
- Geschichte von Gossau. Cavelti, Gossau 1961
- Die Rückvermerke der älteren St. Galler Urkunden. 1966
- mit Ernst Ziegler et al.: Tablat Und Rotmonten: Zwei Ortsgemeinden Der Stadt St. Gallen. Ortsbürgergemeinden Tablat und Rotmonten, 1991.

## Ehrungen
- 1961: Titel Monsignore und päpstlicher Hausprälat
- 1962: Ehrenbürger von Gossau SG